# Dao Vallis
Dao Vallis je údolí či bývalé řečiště na povrchu Marsu, táhnoucí se jihozápadně do Hellas planitia přes východní sestup z bývalé sopky Hadriacus Mons. Společně s přítokem z Niger Vallis tvoří udolí dohromady rozměr až o 1200 km. Nachází se na 38.7° jižní šířky a 272.1° západní délky. Pojmenováno je podle thajského slova pro hvězdu. V roce 2012 bylo údolí navrhnuto jako jedno z možných míst pro přistání vozítka Curiosity. Dao Vallis má počátek u velké sopky, předpokládá se že v oblasti bylo poměrně velké množství vody poté, co horká láva zahřála okolní led. Tyto události měly mít v oblasti záplavový charakter.